# Притыцкий, Сергей Осипович
Серге́й О́сипович Приты́цкий (бел. Сяргей Восіпавіч Прытыцкі; 19 января (1 февраля) 1913, д. Гаркавичи, Сокольский уезд, Гродненская губерния, Российская империя — 13 июня 1971, Минск, Белорусская ССР, СССР) — советский белорусский государственный и партийный деятель. Один из организаторов комсомольского подполья Западной Беларуси во время нахождения её в составе Польши. Участник Великой Отечественной войны, полковник.

## Биография
Сергей Притыцкий родился 19 января (1 февраля) 1913 года в деревне Гаркавичи Сокольского уезда Гродненской губернии (ныне в составе Польши), в крестьянской семье. Белорус.
В мае 1926 года Сергей Притыцкий окончил 3-классную школу, затем батрачил у богатых крестьян родной деревни.
В 1932 году вступил в Коммунистическую партию Западной Белоруссии (КПЗБ).
В 1932—1936 годах принимал активное участие в подпольном комсомольском движении.
Широкую известность в Польше и во всей Европе получил после того, как 27 января 1936 года совершил покушение в здании Виленского окружного суда на предателя Якова Стрельчука, сдававшего политическому сыску комсомольское подполье. Стрельчук был одет в подобие бронежилета, но был ранен в голову. При попытке скрыться из здания суда Притыцкий получил многочисленные тяжёлые ранения. Был вылечен в тюремной больнице специально для показательного процесса.
Покушение на Стрельчука было так описано в польской газете «Слово»:

Стрельчук шатается, падает как тряпка на паркет, который тотчас же зарумянится пятнами крови
По словам репортера, Притыцкий, когда его выносили из здания суда, крикнул: «Да здравствует революция, да здравствуют Советы!». В сообщении польской полиции отмечалось, что Стрельчук после ранения крикнул: «Да здравствует Польша!».
20 июня 1936 года Виленский окружной суд вынес приговор Притыцкому. Под давлением польской и международной общественности правительство было вынуждено всерьёз рассматривать альтернативу смертной казни для находящегося в тюрьме Притыцкого.
В феврале 1937 года смертная казнь была заменена Притыцкому пожизненным заключением. Яков Стрельчук после покушения служил польской полиции, во время Второй мировой войны — гестапо, в конце войны сбежал за границу и умер в эмиграции. «Правда» о покушении на Стрельчука и о последовавшем суде над Притыцким не написала ничего.
1 сентября 1939 года — в день нападения Германии на Польшу, Притыцкий вместе с другими заключёнными сумел сбежать из тюрьмы, расположенной в городе на границе с Германией. Оттуда он направился в Варшаву, желая принять участье в её защите от вермахта. Не сумев пробиться через кольцо окружения, он направился в Белосток, где встретил Красную Армию, начавшую 17 сентября 1939 года свой Польский поход.
Активный участник установления Советской власти в Западной Белоруссии. В 1939—1941 годах работал заместителем председателя Белостокского облисполкома. Был избран депутатом Народного собрания Западной Белоруссии. 29 октября 1939 года «Правда» напечатала речь Притыцкого о необходимости присоединения Западной Белоруссии к Белорусской ССР:

Правители бывшей панской Польши пытались превратить народы Западной Белоруссии в рабов, лишали их всех человеческих прав, грубо, цинично издевались над человеческим достоинством трудящихся, отняли у народа родной язык, закрыли белорусские школы… А ведь наш народ, народ Западной Белоруссии — хороший, умный, талантливый народ. А ведь наша родная страна — Западная Белоруссия — страна прекрасная, богатая, таящая в себе огромные возможности
2 ноября 1939 г. на внеочередной пятой сессии Верховного Совета СССР выступил с заявлением Полномочной комиссии Народного собрания Западной Белоруссии о присоединении Западной Белоруссии к БССР.
С 1941 года — член ВКП(б).

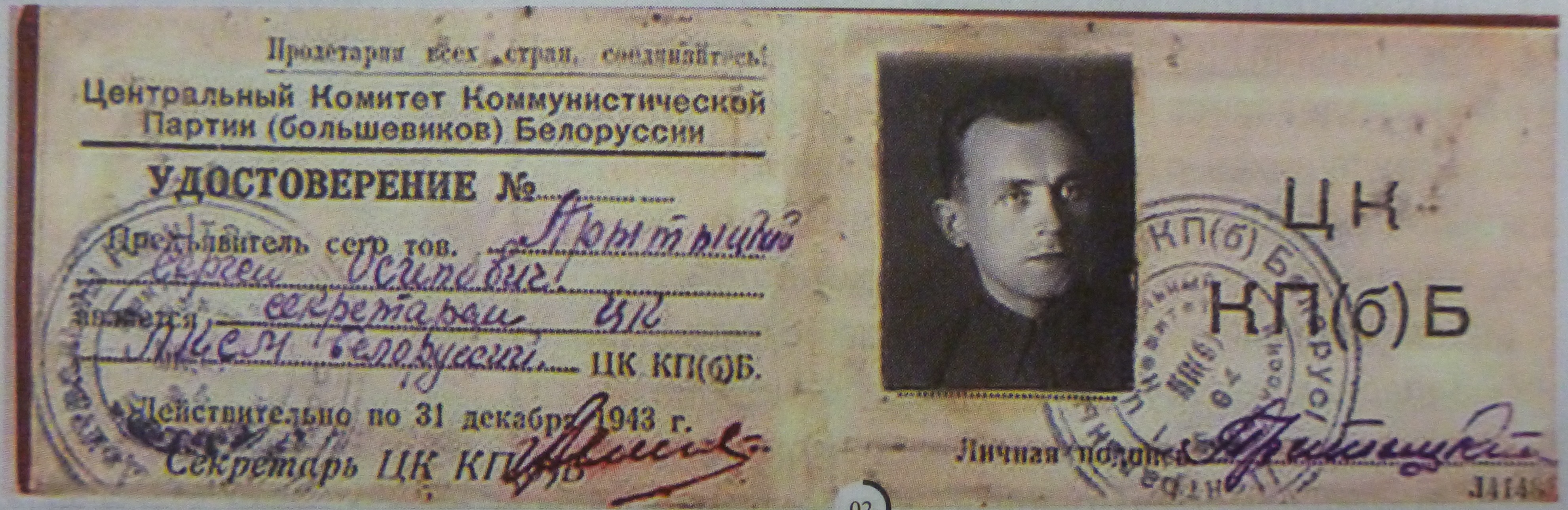
Удостоверение секретаря ЦК ЛКСМ Беларуси Сергея Притыцкого

Могила Притыцкого на Восточном кладбище Минска.

В годы Великой Отечественной войны находился на политработе в Красной Армии, затем — в Центральном штабе партизанского движения; 2-й секретарь ЛКСМ Беларуси; в 1944—1945 годах — начальник Польского штаба партизанского движения.
В 1948 окончил Высшую партийную школу при ЦК ВКП(б).
В 1948—1951 годах — второй, затем 1-й секретарь Гродненского обкома КПБ.
В 1951—1953 годах работал в аппарате ЦК КПБ. Органами госбезопасности Белоруссии с подачи министра МГБ БССР Цанава было сфабриковано против него дело, однако до ареста дело не дошло.
В 1953—1954 — 1-й секретарь Барановичского, в 1954—1960 — Молодечненского, в 1960—1962 — Минского обкомов КПБ.
Член ЦК КПСС (1961—1971).
В 1962—1965 годах — председатель Комитета партийно-государственного контроля ЦК КПБ и Совета Министров БССР, одновременно в 1962—1968 годах — секретарь ЦК КПБ.
С января 1968 года — председатель Президиума Верховного Совета БССР; заместитель председателя Президиума Верховного Совета СССР (1968—1971).
Депутат Верховного Совета СССР 1—8 созывов.
Умер 13 июня 1971 года в Минске. Похоронен на Восточном кладбище.

## Семья
Супруга — Татьяна Ивановна Притыцкая (ум. 2008), участница партизанского движения в годы Великой Отечественной войны, профессор, доктор исторических наук.
Сестра — Ираида Осиповна Царюк, профессор, доктор исторических наук, в 1973—1986 годах — декан исторического факультета Белорусского государственного университета имени В. И. Ленина. Автор книги о брате «Крутые дороги: посвящается Сергею Притыцкому» (Минск, 2015).

## Награды
- Награждён четырьмя орденами Ленина, двумя орденами Красного Знамени (1943 — за особые заслуги в развитии партизанского движения в Белоруссии; 1945 — за руководство партизанским движением в Польше), а также медалями.

## Память
Притыцкий уже вписан в историю Беларуси. В этой истории будут свои приливы и отливы, она может иметь в разное время разную окраску, но Притыцкий все равно останется в памяти народной. Потому что такие яркие самородки из глубин народных выдвигаются не так уж и часто.
— Якуб Колас
В 1958 году на киностудии «Беларусьфильм» о Сергее Притыцком был снят художественный фильм «Красные листья» (режиссёр В. Корш-Саблин.
В Минске была издана книга «Жизнь, отданная народу», в которой были помещены статьи и речи Притыцкого, документы и воспоминания о нём. Она открывалась вводной статьей П. М. Машерова «Народный герой».
Именем Притыцкого в Минске была названа улица, где на доме № 32 установлена мемориальная доска с текстом: «Улица названа именем заместителя Председателя Президиума Верховного Совета СССР, председателя Президиума Верховного Совета БССР, видного партийного и государственного деятеля БССР, отважного революционера-подпольщика Компартии Западной Белоруссии Сергея Осиповича Притыцкого».
Мемориальная доска Притыцкому была также установлена на фасаде жилого дома № 4 по Броневому переулку, в котором он жил.
В 1971 году постановлением Совета Министров Белоруссии имя Сергея Притыцкого было присвоено Гродненскому химическому комбинату, который носил его вплоть до переименования комбината в Гродненское производственное предприятие «ГПО Азот» в 2000 году. Впоследствии предприятие было преобразовано в ОАО «Гродно Азот». В 2023 году на одном из корпусов предприятия, который в прошлом служил его первой проходной, была установлена мемориальная доска в честь Сергея Притыцкого. В музейном зале предприятия оформлена витрина, посвящённая С. Притыцкому.
В 2023 году на минском канале ОНТ был представлен документальный фильм «Сергей Притыцкий. Трижды приговоренный».
Имя участника Великой Отечественной войны, организатора подполья Западной Беларуси, государственного и политического деятеля БССР Сергея Осиповича Притыцкого присвоено улице в Гродно — «улица Притыцкого» («вуліца Прытыцкага»).